# Élection présidentielle autrichienne de 1965
L’élection présidentielle autrichienne de 1965 (Bundespräsidentenwahl in Österreich 1965) se sont tenues en Autriche le 23 mai 1965, en vue d'élire le président fédéral pour un mandat de six ans. Le social-démocrate Franz Jonas a été élu au 1er tour avec près de 51 % des suffrages face à Alfons Gorbach.
Adolf Schärf, président fédéral élu en 1957 est décédé durant son second mandat débuté en 1963. Le chancelier Josef Klaus assure l'intérim.

## Résultats
| Inscrits                 | Inscrits                 | Inscrits                          | 4 874 928 |             |  |  |
| Abstentions              | Abstentions              | Abstentions                       | 195 501   | 4,01 %      |  |  |
| Votants                  | Votants                  | Votants                           | 4 679 427 | 95,99 %     |  |  |
|                          |                          |                                   |           |             |  |  |
| Bulletins enregistrés    | Bulletins enregistrés    | Bulletins enregistrés             | 4 679 427 |             |  |  |
| Bulletins blancs ou nuls | Bulletins blancs ou nuls | Bulletins blancs ou nuls          | 94 103    | 2,01 %      |  |  |
| Suffrages exprimés       | Suffrages exprimés       | Suffrages exprimés                | 4 585 324 | 97,99 %     |  |  |
|                          |                          |                                   |           |             |  |  |
|                          | Candidat                 | Parti                             | Suffrages | Pourcentage |  |  |
|                          | Franz Jonas              | Parti social-démocrate d'Autriche | 2 324 436 | 50,69 %     |  |  |
|                          | Alfons Gorbach           | Parti populaire autrichien        | 2 260 888 | 49,31 %     |  |  |